# Toronto FC 2020
In questa pagina, sono raccolte le informazioni sulle competizioni ufficiali disputate dal Toronto FC nella stagione 2020.

## Stagione
La stagione parte con l'esordio nell'MLS is Back Tournament, dove i canadesi vengono subito estromessi dal New York City agli ottavi di finale. In MLS i Reds giocano le prime sei partite in Canada scontrandosi con le altre due compagini nazionali, Montréal Impact e Vancouver Whitecaps, in cui vince quattro partite e ne perde due, aggiudicandosi la finale della coppa nazionale. Termina la stagione regolare in seconda posizione nella Eastern Conference, qualificandosi per i playoff in cui viene subito eliminata per mano del Nashville.

## Rosa
| N. |                        | Ruolo | Calciatore                 |
| -- | ---------------------- | ----- | -------------------------- |
| 2  | Stati Uniti (bandiera) | D     | Justin Morrow              |
| 3  | Stati Uniti (bandiera) | D     | Eriq Zavaleta              |
| 4  | Stati Uniti (bandiera) | C     | Michael Bradley (capitano) |
| 5  | Canada (bandiera)      | D     | Julian Dunn-Johnson        |
| 7  | Argentina (bandiera)   | A     | Pablo Piatti               |
| 8  | Stati Uniti (bandiera) | C     | Marco Delgado              |
| 9  | Venezuela (bandiera)   | A     | Erickson Gallardo          |
| 10 | Spagna (bandiera)      | C     | Alejandro Pozuelo          |
| 12 | Canada (bandiera)      | D     | Rocco Romeo                |
| 13 | Stati Uniti (bandiera) | A     | Patrick Mullins            |
| 14 | Canada (bandiera)      | D     | Noble Okello               |
| 16 | Stati Uniti (bandiera) | P     | Quentin Westberg           |
| 17 | Stati Uniti (bandiera) | A     | Jozy Altidore              |
| 18 | Stati Uniti (bandiera) | C     | Nick DeLeon                |

| N. |                         | Ruolo | Calciatore         |
| -- | ----------------------- | ----- | ------------------ |
| 19 | Stati Uniti (bandiera)  | A     | Griffin Dorsey     |
| 20 | Stati Uniti (bandiera)  | A     | Ayo Akinola        |
| 21 | Canada (bandiera)       | C     | Jonathan Osorio    |
| 22 | Canada (bandiera)       | C     | Richie Laryea      |
| 23 | RD del Congo (bandiera) | D     | Chris Mavinga      |
| 24 | Canada (bandiera)       | A     | Jacob Shaffelburg  |
| 25 | Stati Uniti (bandiera)  | P     | Alex Bono          |
| 26 | Belgio (bandiera)       | D     | Laurent Ciman      |
| 27 | Canada (bandiera)       | C     | Liam Fraser        |
| 31 | Giappone (bandiera)     | A     | Tsubasa Endō       |
| 44 | Stati Uniti (bandiera)  | D     | Omar Gonzalez      |
| 80 | Canada (bandiera)       | A     | Jayden Nelson      |
| 96 | Brasile (bandiera)      | D     | Auro               |
| 99 | Nigeria (bandiera)      | A     | Ifunanyachi Achara |